# Miguel Castillo Didier
Miguel Ángel Castillo Didier (Santiago, 14 de abril de 1934) es un helenista, escritor, traductor, profesor, biógrafo, historiador, musicólogo y organista chileno, director del Centro de Estudios Griegos, Bizantinos y Neohelénicos de la Universidad de Chile. Autor de cerca de trescientos trabajos sobre literatura neogriega y más de una treintena sobre musicología chilena y venezolana. Ha sido traductor al castellano de parte de la obra de los escritores griegos  Kalvos, Kavafis, Kazantzakis, Tsirkas, Seferis, Elytis y Ritsos.

## Biografía
Estudió en las Facultades de Ciencias y Artes Musicales, de Ciencias Jurídicas y Sociales y de Filosofía y Humanidades de la Universidad de Chile. 
Es profesor titular de la Facultad de Filosofía y Humanidades de la Universidad de Chile. Director del Centro de Estudios Griegos, Bizantinos y Neohelénicos de la Universidad de Chile desde 1992. Integra el Comité de Redacción de la Revista Musical Chilena y es miembro de Número de la Academia Chilena de la Lengua y miembro Correspondiente de la Real Academia Española, del Instituto de Estudios Bizantinos y Neogriegos de la Universidad de Palermo, de la Fundación de la Cultura Helénica y del Filoloyikós Sílogos Parnasós de Grecia. Desde el año 2002 es Presidente Honorario de la Sociedad Hispánica de Estudios Neogriegos.
Ha escrito 57 libros, entre ensayos, biografías y traducciones de los más importantes poetas griegos, los que han sido publicados en 6 países: Grecia, España, Venezuela, Australia, Argentina y Chile; y ha publicado más de 280  estudios monográficos en 15 países: Egipto, Chipre, Rumania, Grecia, Suiza, Bélgica, Francia, España, Estados Unidos, México, Venezuela, Colombia, Brasil, Argentina y Chile.

## Galardones
El 27 de marzo de 2012 el Estado de Chile, por parte del Consejo Nacional de la Cultura y las Artes, le otorgó a Castillo la "Orden al Mérito Artístico y Cultural Pablo Neruda", en dependencias de la Biblioteca Nacional de Chile.
Ha sido condecorado por el Gobierno Griego en dos ocasiones: la primera vez, en 1991, recibe la Cruz de Oro de la Orden de Honor, durante la presidencia de Constantinos Karamanlís; la segunda vez, en 2007, recibe la Orden del Fénix de manos del Presidente de Grecia, Károlos Papoúlias.

## Obras
Ha publicado 253 trabajos sobre materias griegas y 30 sobre musicología, editados en Chile, Argentina, Venezuela, Brasil, México, Estados Unidos, España, Francia, Grecia y Chipre. 
Entre sus títulos se pueden mencionar: 
- Antología de la literatura neohelénica Del s. X a Kavafis, Santiago 1972, 2.ª. Caracas 1986.
- El tiempo, la muerte y la palabra en la Odisea de Kazantzakis, Santiago 1975.
- La Odisea de Kazantzakis, estudio y traducción, Barcelona 1975.
- L´Orgue au Chile, París 1978.
- Caracas y el instrumento rey, Caracas 1979.
- Poetas griegos del siglo XX, Caracas 1981, 2.ª. Caracas 1991.
- Antología fundamental de Elytis y ensayo introductorio a una poética de la luz, Barcelona 1981.
- El Axion Estí de Odiseas Elytis, estudio y traducción, Caracas 1981.
- Miranda y Grecia, Caracas 1986.
- Las odas griegas de Andreas Kalvos, Santiago 1988.
- Miranda y la senda de Andrés Bello, Caracas 1990, 2.ª. Caracas 1996.
- Kavafis íntegro, Ensayo y traducción de su poesía, Santiago 1991; 2.ª ed. 2003.
- Poesía heroica griega, Santiago 1994.
- Grecia y Francisco de Miranda, Santiago 1995; 2.ª ed. 2002.
- Dos Precursores: Miranda y Rigas, Santiago 1998.
- Órganos de Santiago, Santiago 1998.
- Anacreónticas, estudio y edición trilingüe y tetratextual, Santiago 1999.
- Mithistórima, Stratis el marino de Yorgos Seferis, estudio y traducción, Santiago, 2001.
- Poetas del dulce país de Chipre, Santiago, 2002.
- Constantinopla, la Ciudad Reina, Santiago, 2003.
- Un milenio de poesía griega, Santiago, 2004.
- La Odisea en la Odisea, Santiago, 2007.
- Odisea, traducción corregida del poema de Kazantzakis, Tajamar Ediciones, Santiago, 2013.
- Vida de Kavafis, Ediciones UDP, Santiago, 2014.
- Pensando Grecia Pensando América, LOM, Santiago, 2015. Texto en PDF.
- Jorge Peña Hen (1928-1973) Músico, maestro y humanista mártir, LOM Ediciones, Santiago, 2015.
- Seferis íntegro, Ediciones Tajamar, Santiago, 2016.
- La "Odisea" en la "Odisea". Estudios y ensayos sobre la "Odisea" de Kazantzakis. Texto en PDF.
- Itaca, punto de llegada y de partida. Texto en PDF.
- Eugenio Vúlgaris y la Ilustración griega, LOM, Santiago, 2019.
- Andrés Bello y Grecia, Association Internationale Andrés Bello, Centro de Estudios Griegos, Bizantinos y Neohelénicos, Universidad de Chile, Santiago, 2022.
- Poetisas y poetas de la Antología Palatina, Centro de Estudios Griegos, Bizantinos y Neohelénicos, Universidad de Chile, Santiago, 2023.